# Amietia dracomontana
Amietia dracomontana (tên tiếng Anh: Drakensberg Frog, Drakensberg River Frog, hoặc Sani Pass Frog) là một loài ếch trong họ Pyxicephalidae. Trước đây nó được xếp vào họ Ranidae.
Nó được tìm thấy ở Lesotho và có thể Nam Phi.
Các môi trường sống tự nhiên của chúng là vùng đồng cỏ ôn đới, sông, và vùng đồng cỏ. Loài này đang bị đe dọa do mất môi trường sống.